# Acacia pharangites
Acacia pharangites é uma espécie de leguminosa do gênero Acacia, pertencente à família Fabaceae.